# Xã Madison, Quận Licking, Ohio
Xã Madison (tiếng Anh: Madison Township) là một xã thuộc quận Licking, tiểu bang Ohio, Hoa Kỳ. Năm 2010, dân số của xã này là 3.211 người.